# Divertissement (Debussy)
Pour les articles homonymes, voir Divertissement (homonymie).
Divertissement est une œuvre de Claude Debussy pour piano à quatre mains composée en 1884.

## Présentation
Le Divertissement pour piano à quatre mains est composé par Debussy à l'été 1884.
Le manuscrit autographe est conservé à la Bibliothèque nationale de France (département musique, Ms. 19182, 20 pages).
Une première audition publique de l'œuvre est donnée à la BnF le 14 décembre 1989, par Christian Ivaldi et Noël Lee au piano. La partition est publiée par Durand en 2002 (éditée par Noël Lee).
Caroline Waight relève que le Divertissement « commence sur des schémas rythmiques plein de vivacité, mis en relief par de délicates figurations. Il culmine plusieurs fois avant de retomber dans une quiétude énigmatique. Une section centrale retentissante s’ensuit, avant qu’un finale tendu aux rythmes complexes ne vienne refermer le morceau ».

## Analyse
Pour Yves A. Lado-Bordowsky, c'est « la plus complexe et la plus achevée de toutes les œuvres de jeunesse de Debussy ». Le musicologue note que le Divertissement est une « suite ininterrompue de mouvements alternativement vifs et lents, binaires et ternaires », et relève du point de vue de la structure : « tout d'abord [un] Allegretto scherzando à 
, qui repose sur un thème à valeurs pointées et notes piquées auquel se superpose un système de valeurs binaires, que Debussy a pris soin de noter à 
 ; puis un Andantino à 
, au thème constamment repris et varié. Un Allegretto vivo à 
 introduit ensuite en si mineur un thème très remarquable par sa longueur et sa courbe constamment descendante qui, un instant interrompu par le rythme berceur d'un Andante, réapparaît, mais augmenté, entraînant la réexposition du thème du dernier Andante sous une forme également augmentée, avant de conlure sur un rythme endiablé de tarentelle à 
, « Più mosso » ».
La durée moyenne d'exécution de la pièce est de dix minutes environ.
Dans le catalogue des œuvres du compositeur établi par le musicologue François Lesure, Divertissement porte le numéro L 62 (36).

## Discographie
- Debussy : Intégrale de l'œuvre pour deux pianos et piano à quatre mains, Christian Ivaldi et Noël Lee, Arion 268128, 1990 (premier enregistrement mondial).
- Debussy: Early Works for Piano Duet, Adrienne Soós et Ivo Haag (piano), Naxos 8.572385, 2011.
- Debussy: Complete Music for Piano Duo, 3 CD, Marco Rapetti et Massimiliano Damerini, Brilliant Classics, 2013.
- Claude Debussy : The Complete Works, CD 7, Christian Ivaldi et Noël Lee (piano), Warner Classics, 2018[6].